# Plesiops nakaharae
Plesiops nakaharae är en fiskart som beskrevs av Tanaka, 1917. Plesiops nakaharae ingår i släktet Plesiops och familjen Plesiopidae. Inga underarter finns listade i Catalogue of Life.